# Балш (комуна)
Балш (рум. Balș) — комуна у повіті Ясси в Румунії. До складу комуни входять такі села (дані про населення за 2002 рік):
- Балш (1441 особа)
- Боурень (1607 осіб)
- Коаста-Мегурій (233 особи)

Комуна розташована на відстані 325 км на північ від Бухареста, 48 км на захід від Ясс.

## Населення
У 2009 року у комуні проживали 3337 осіб.